# Aulonocara korneliae
Aulonocara korneliae, conosciuta nel commercio di pesci da acquario come Aulonocara Chizumulu, è una specie di pesci d'acqua dolce della famiglia dei Ciclidi.
È endemica del Lago Malawi nell'Africa Orientale, dove è stata osservata solamente nei pressi dell'isola Chizumulu.